# Erdberg (stacja metra)
Erdberg – jedna ze stacji metra w Wiedniu na Linia U3. Została otwarta 6 kwietnia 1991. 
Znajduje się w 3. dzielnicy Wiednia, Landstraße. Nazwa stacji nawiązuje do starej dzielnicy Erdberg